# ヒフォモナス属
ヒフォモナス属またはハイフォモナス属（ーぞく、Hyphomonas）はPseudomonadota門アルファプロテオバクテリア綱カウロバクター目ヒフォモナス科の属の一つである。ヒフォモナス科の基準属である。グラム陰性非芽胞形成好気性有柄細菌。
1本以上の鞭毛を持ち運動性がある。また、極に菌糸を持つ。基準種はヒフォモナス・ポリモルファ（Hyphomonas polymorpha）。名称は菌糸の個体を意味する。GC含量は57から64。
海水から発見されており、好塩性である。カタラーゼ陽性。アミノ酸や一部のヒドロキシ酸を利用し、細胞内にポリヒドロキシ酪酸を貯蔵する。一般には窒素酸化物を還元する硝酸還元菌である。細胞分裂は極の突起からの出芽によって行われる。